# Anodonthyla rouxae
Anodonthyla rouxae es una especie de anfibios de la familia Microhylidae.

## Distribución geográfica
Se encuentra en Madagascar.

## Estado de conservación
Se encuentra amenazada de extinción por la pérdida de su hábitat natural.